# Сільський парк (Бачкурине)
Сільський парк — парк-пам'ятка садово-паркового мистецтва місцевого значення. Об'єкт розташований на території Монастирищенського району Черкаської області, село Бачкурине.
Площа — 10,4 га, статус отриманий у 1975 році.

## Галерея

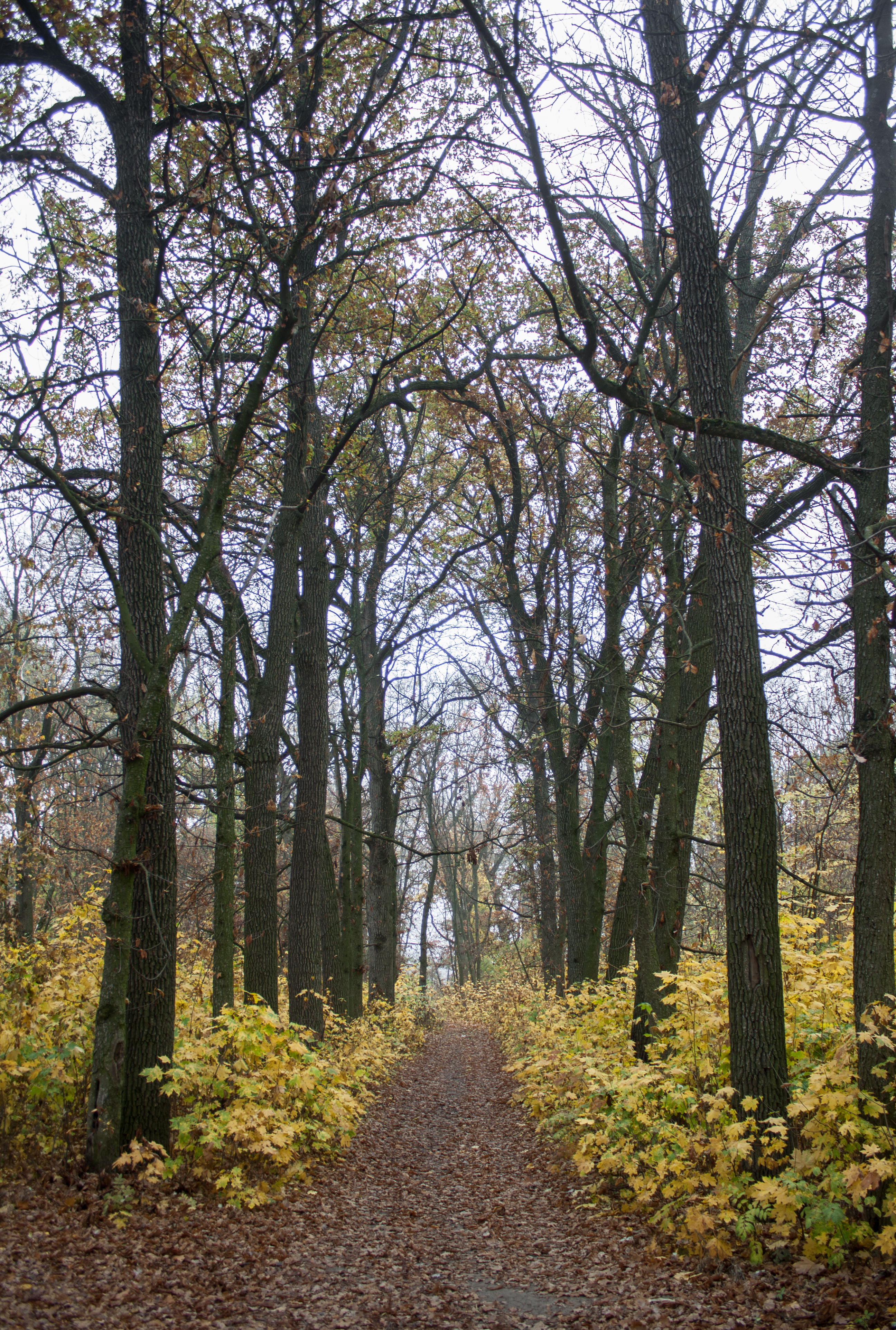
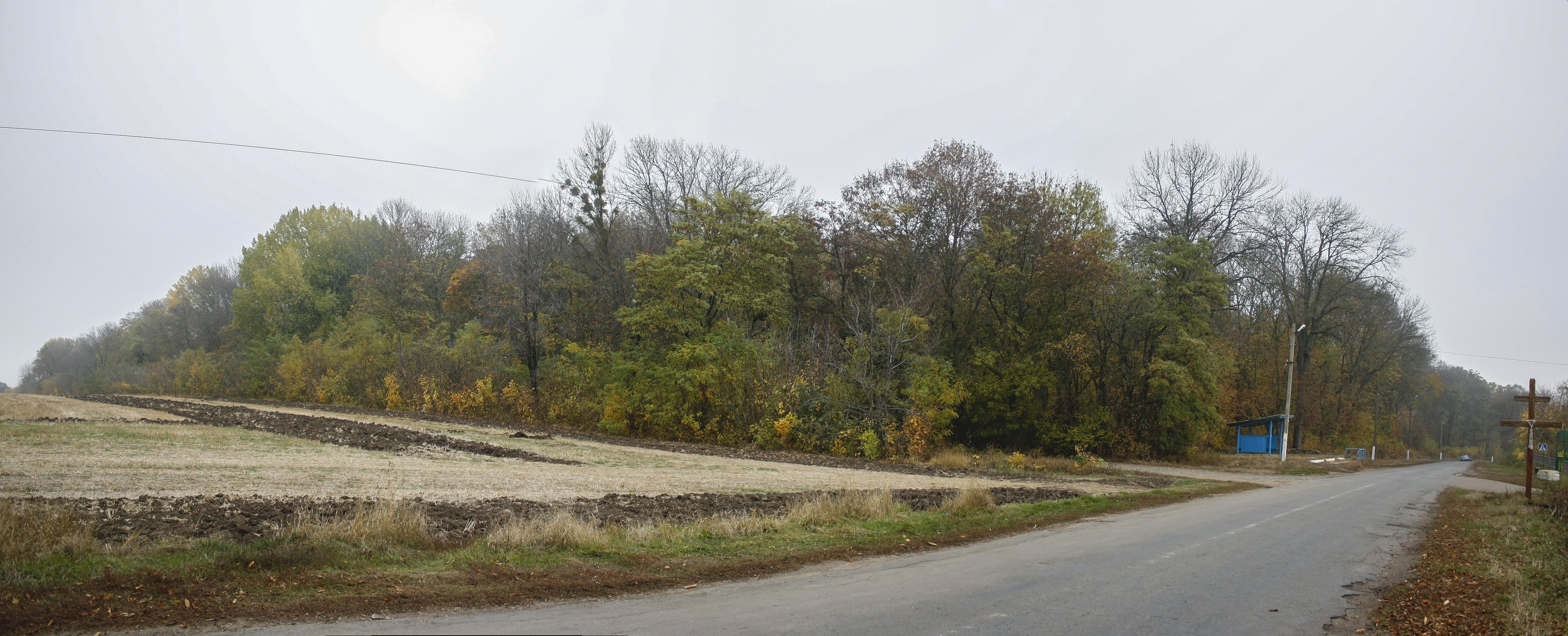